# Chamalières
Chamalières település Franciaországban, Puy-de-Dôme megyében. Lakosainak száma 17 591 fő (2022. január 1.). Chamalières Durtol, Ceyrat, Clermont-Ferrand, Orcines és Royat községekkel határos.

## Népesség
A település népességének változása:
| Lakosok száma | 17 733 | 17 561 | 17 999 | 17 173 | 17 210 | 17 276 | 17 196 | 17 454 | 17 591 |
|               | 2013   | 2015   | 2016   | 2017   | 2018   | 2019   | 2020   | 2021   | 2022   |